# Research International

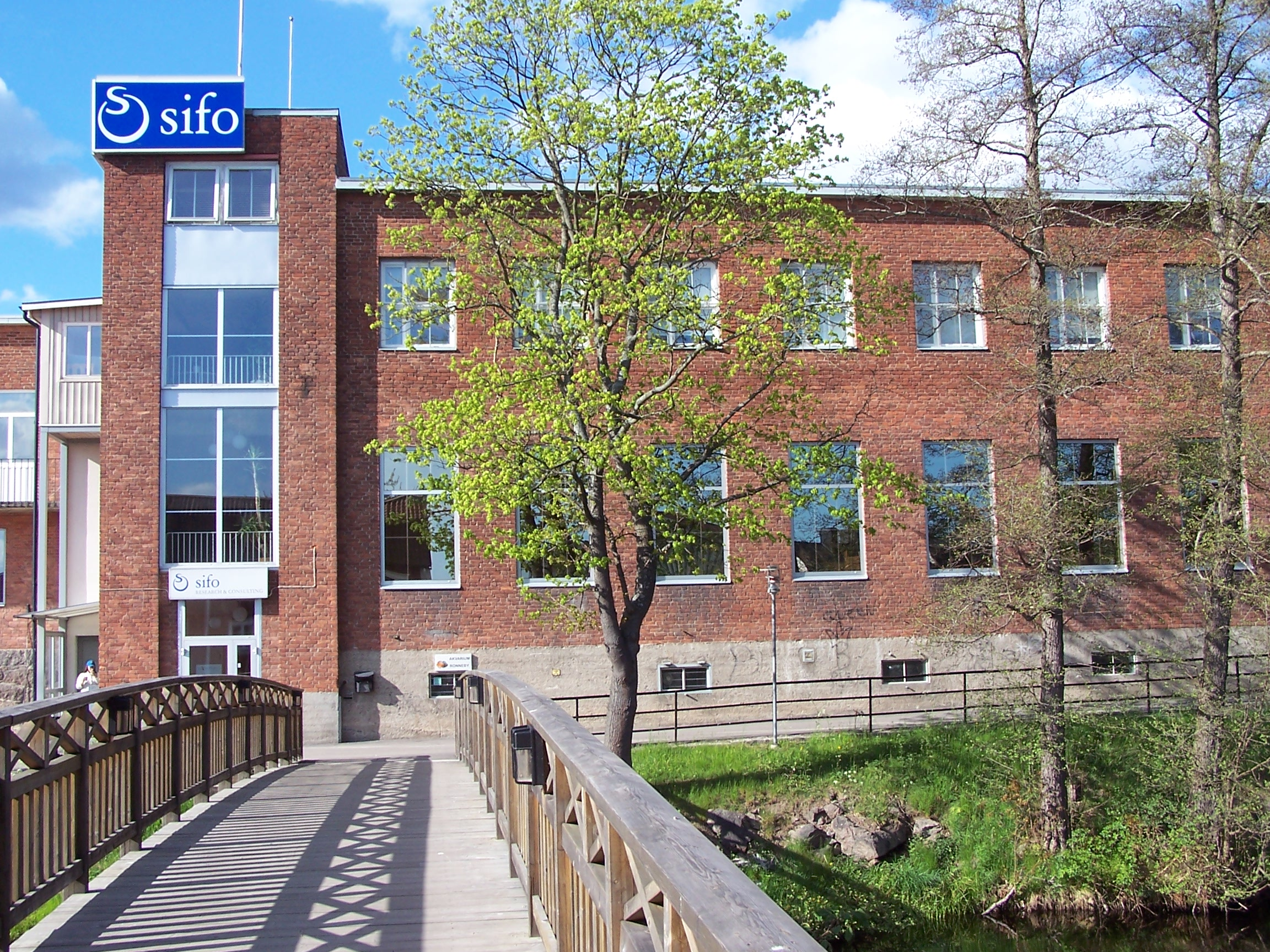
Telefoncentralen i Ronneby

Research International, grundat 1962, är ett globalt företag som utför bland annat opinions- och marknadsundersökningar. Idag har företaget kontor i mer än 50 länder däribland Sverige.

## Historik

### Sverige
TNS SIFO AB är företagets svenska dotterbolag. Företaget, som ursprungligen hette SIFO (Svenska institutet för opinionsundersökningar), grundades 1954 och gick 1997 samman med IMU-Testologen under namnet SIFO Research & Consulting. Direkt efter att man bytt namn till Research International Sverige AB användes namnet SIFO Research & Consulting endast i samband med opinions- och samhällsundersökningar samt i fältverksamhet. Men eftersom varunamnet var så starkt bytte man 2007 tillbaka till Sifo Research International. Efter en sammanslagning 2009 heter bolaget TNS SIFO AB. Huvudkontoret ligger i gamla Posthuset på Vasagatan i Stockholm. Telefonintervjuerna genomförs dock ifrån telefoncentralen i Ronneby.
Research International var ett internationellt konsult- och undersökningsföretag. År 2000 blev det svenska marknadsundersökningsföretaget Sifo Research & Consulting (som grundades 1954) en del av Research International. Research International grundades 1962 och ingick i den globala kommunikationskoncernen WPP och var världsledande inom undersökningar med därtill hörande konsultverksamhet med kontor i över 50 länder och verksamhet i fler än 100. 
Hösten 2008 köpte WPP det andra stora globala marknadsundersökningsföretaget -  TNS. I början av 2009 tillkännagav WPP att de globala bolagen TNS och Research Internatioal skulle slås samman till ett bolag. Efter en sammanslagning 2009 heter bolaget i Sverige TNS SIFO. Huvudkontoret ligger på Vasagatan i Stockholm. Telefonintervjuerna genomförs från Ronneby och Göteborg.